# القصبة (الرجم)

تعديل مصدري - تعديل

القصبة هي إحدى قرى عزلة العزكي بمديرية الرجم التابعة لمحافظة المحويت، بلغ تعداد سكانها 471 نسمة حسب تعداد اليمن لعام 2004.